# Marcel Gouédard
Marcel Gouédard (* 15. Januar 1921 in Plévin; † 27. November 1946 in Saint-Brieuc) war ein französischer Fußballspieler.

## Karriere
Gouédard lernte den Beruf des Wagners und spielte in seiner Jugend und im jungen Erwachsenenalter als Amateurspieler für den Stade Saint-Brieuc. Auf diesem Wege zeigte er sein Talent und wurde 1943 während des Zweiten Weltkriegs in die ÉF Rennes-Bretagne aufgenommen; dabei handelte es sich um eine im Wesentlichen aus Spielern des Stade Rennes hervorgegangene Mannschaft, die in der ersten Liga um den inoffiziellen Meistertitel Frankreichs mitspielte.
Durch die Befreiung des Landes konnte der Fußball von der Saison 1944/45 wieder in der bewährten Form ausgetragen werden, wobei Gouédard als Profi vom Erstligisten Stade Rennes übernommen wurde. Für diesen debütierte er am 5. November 1944 mit 24 Jahren bei einer 2:5-Niederlage gegen Red Star Paris und lief fortan regelmäßig für das Team auf. Darüber hinaus schaffte er den Sprung in die B-Auswahl der französischen Nationalelf, auch wenn ihm die Aufnahme in die A-Mannschaft verwehrt blieb. Der Spieler war 25 Jahre alt und hatte 63 offizielle Erstligapartien mit zwei Toren bestritten, als er im November 1946 im Krankenhaus von Saint-Brieuc an den Folgen eines Motorradunfalls verstarb.